# Tuhé těleso
Tuhé těleso (dokonale tuhé těleso, absolutně tuhé těleso, nedeformovatelné těleso) je pro danou úlohu těleso, jehož tvar ani objem se v této úloze účinkem působících sil nemění. Stačí též, když případné deformační účinky jsou v dané úloze zanedbatelné. Síly, které na těleso působí, mají tedy jen pohybové účinky.

Tento model skutečného tělesa se používá v případech, kdy dané těleso nelze nahradit hmotným bodem, protože jeho rozměry a tvar nelze zanedbat (např. je nutno vzít v úvahu jeho rotaci nebo odpor vnějšího prostředí závislý na tvaru tělesa), a přitom jsou deformační účinky sil zanedbatelné.
Je-li reálné těleso chápáno jako soustava částic (atomů nebo molekul), pak lze takové těleso aproximovat soustavou hmotných bodů. Přechod od reálného tělesa k dokonale tuhému tělesu pak odpovídá přechodu k soustavě hmotných bodů, ve které se vzdálenosti mezi jednotlivými hmotnými body působením libovolně velké vnější síly nemění.

Oproti reálnému tělesu se v tuhém tělese vzdálenosti jeho jednotlivých částí nemění. Tento zjednodušený model je vhodný při studiu mnohých úloh mechaniky těles. Studiem dokonale tuhých těles se zabývá mechanika tuhého tělesa.